# ホーソン・レスリー

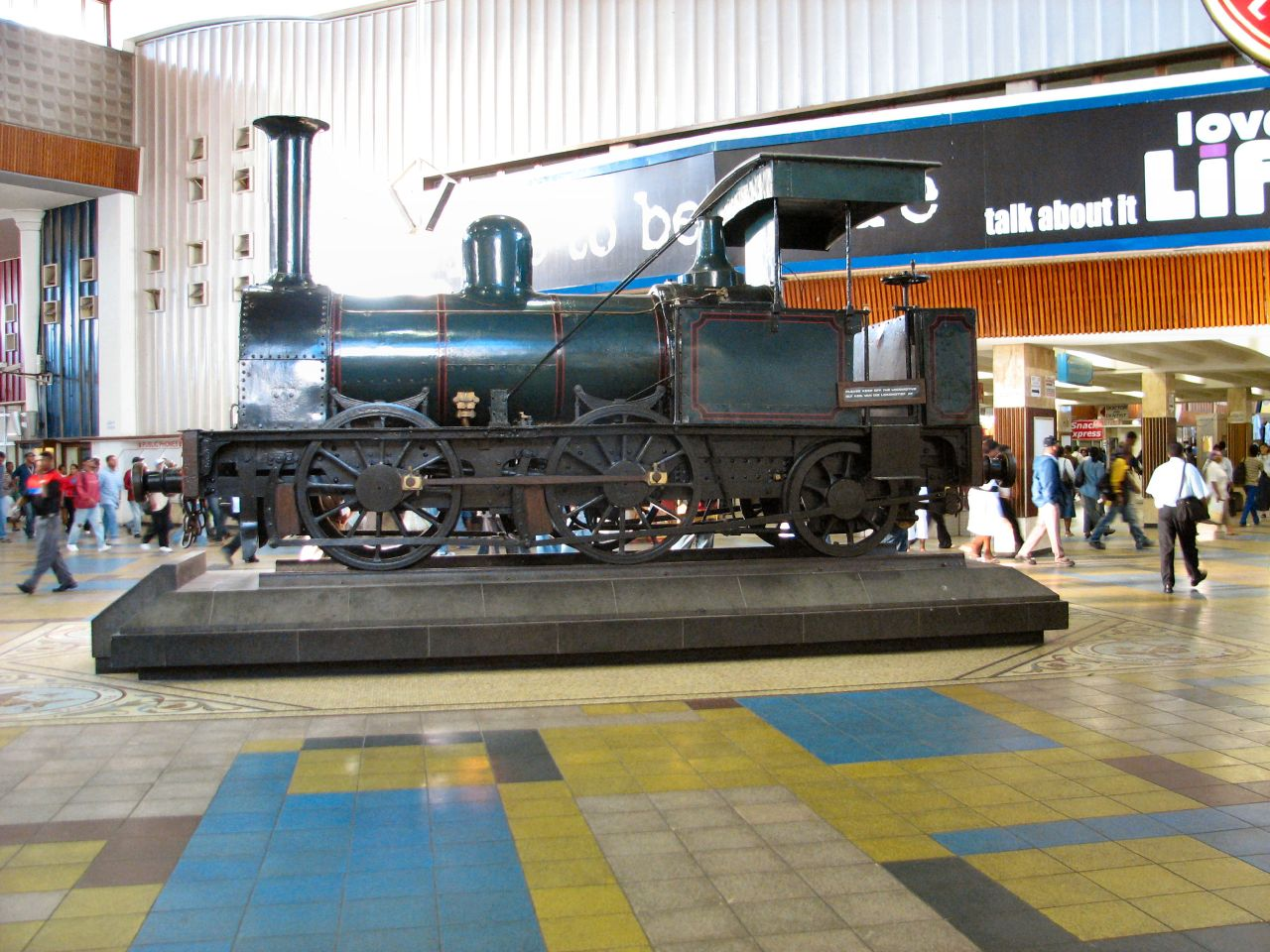
ケープタウン駅に保存されているホーソン・レスリー製蒸気機関車

ホーソン・レスリー（R. & W. Hawthorn Leslie and Company, Limited）は、イギリスのタインアンドウィア州ニューカッスルセントピーターズに存在した造船、鉄道車両製造業者である。1870年に造船業者のレスリー（A. Leslie and Company）と機関車製造業者のホーソン（R. and W. Hawthorn）の合併によって成立した。

## 機関車
合併後も生産は継続され、このうちシカゴ万国博覧会に出展された単式4気筒、動軸配置4-2-2-0の蒸気機関車は米国製の同形機の様な十分な性能を発揮できなかった。1915年にハイランド鉄道のF.G.スミス（F.G. Smith）技師設計の動軸配置4-6-0の蒸気機関車ハイランド鉄道リバー級蒸気機関車の発注を受けたが、重量過大で受け取りを拒否、カレドニアン鉄道に引き取られた。
生産した機関車の大多数が輸出され、大概はクラウンエージェントのデザインの物でその殆どが無火機関車であった。また台湾向けの3号形（台鐵3號型蒸汽機車）サドルタンク機関車等も製造している。機関車製造部門は1937年にロバート・スチーブンソン・アンド・カンパニーに買収されロバート・スチーブンソン・アンド・ホーソンズと改称された。

## 造船
大英帝国海軍へ条約型巡洋艦を始め多数を建造しており、日本向けにも軍艦を建造している。
- 八重山 (通報艦)
- 韓崎 (潜水母艦)